# Maldon
Maldon es una ciudad y un parroquia civil del distrito de Maldon, en el condado de Essex (Inglaterra). Su población de acuerdo al censo del 2001 es de 20.731 habitantes. Según el censo de 2011, Maldon parroquia civil tenía 14.220 habitantes, distrito de Maldon tenía 61.629 habitantes. Está listado en el Domesday Book como Malduna/Melduna.